# Bjerrum-længde
Bjerrum-længden {\displaystyle \lambda _{\text{B}}} er den karakteristiske længde, hvor den elektrotatiske potentielle energi mellem to ladninger er lige så stor som den termiske energi. Jf. Coulombs lov er den potentielle energi {\displaystyle V}:
{\displaystyle V(r)={\frac {1}{4\pi \varepsilon }}{\frac {e^{2}}{r}}}
hvor {\displaystyle r} er afstanden, {\displaystyle e} er elementarladningen, og {\displaystyle \varepsilon } er den elektriske permittivitet. Den termiske energi {\displaystyle E_{\text{T}}} har derimod størrelsesordenen:
{\displaystyle E_{\text{T}}=k_{\text{B}}T}
hvor {\displaystyle T} er temperaturen, og {\displaystyle k_{\text{B}}} er Boltzmanns konstant. Ved Bjerrum-længden er de to energier lig hinanden:
{\displaystyle {\frac {1}{4\pi \varepsilon }}{\frac {e^{2}}{\lambda _{\text{B}}}}=k_{\text{B}}T}
Bjerrum-længden er altså givet ved:
{\displaystyle \lambda _{\text{B}}={\frac {e^{2}}{4\pi \varepsilon k_{\text{B}}T}}}
Den elektrostatiske interaktion mellem to ladninger i en opløsning kan altså siges at være ubetydelig, når de har mere end en Bjerrum-længde imellem sig. For fx vand ved stuetemperatur er længden 7,1 Å. Bjerrum-længden indgår bl.a. i udtrykket for Debye-længden.
Den er opkaldt efter den danske kemiker Niels Bjerrum (1879–1958).